# Cryosignum lunatum
Cryosignum lunatum är en kräftdjursart som först beskrevs av Hale 1937.  Cryosignum lunatum ingår i släktet Cryosignum och familjen Paramunnidae. Inga underarter finns listade i Catalogue of Life.